# Aspilota inflatinervis
Aspilota inflatinervis är en stekelart som beskrevs av Fischer 1973. Aspilota inflatinervis ingår i släktet Aspilota och familjen bracksteklar. Inga underarter finns listade.